# Gary Payton (basket-ball)
Pour les articles homonymes, voir Gary Payton (astronaute) et Payton.
Gary Dwayne Payton Sr. (né le 23 juillet 1968 à Oakland, Californie, États-Unis) est un joueur puis entraîneur américain de basket-ball. Il évolue en NBA pendant toute sa carrière à la position de meneur de jeu. Il est un joueur emblématique de la ligue sous les couleurs des SuperSonics de Seattle où il forme un duo avec Shawn Kemp. Il a aussi joué pour les Bucks de Milwaukee, les Lakers de Los Angeles, les Celtics de Boston, et enfin le Heat de Miami avec lequel il remporte le titre de champion NBA en 2006.
Payton était également connu pour son trash-talking (chambrage) qui faisait de lui une des plus grandes gueules de la NBA. Son surnom, « The Glove » (« Le Gant »), rappelle sa défense agressive et tenace sur l'homme. En effet il est cité par la plupart des analystes comme le meilleur défenseur à son poste. Pour la petite histoire, c'est le cousin de Payton qui l'a appelé durant les finales de la conférence Ouest 1993 pour lui dire « qu'il tenait Kevin Johnson comme une balle de baseball dans un gant ». Le surnom est resté. Sur le parquet son objectif principal était non seulement d'empêcher son adversaire de marquer mais aussi et surtout d'impacter ce dernier sur le plan psychologique afin qu'il ne puisse se concentrer sur la rencontre.

## High Schoolet carrière universitaire
Payton fréquente la Skyline High School d'Oakland, Californie, et joue dans l'équipe de basket-ball de l'école avec Greg Foster, qui jouera aussi en NBA. Payton entre à la Oregon State University (OSU) de Corvallis, Oregon en 1986. Au cours de ses quatre années passées à OSU, il devient l'un des joueurs de basket les plus récompensés de l'histoire de l'université. Durant son année Senior (4e et dernière année d'université), il fait la couverture de Sports Illustrated du 5 mars 1990, qualifié de meilleur joueur universitaire du pays. Il remporte une interminable liste de distinctions durant sa carrière universitaire, menant les Beavers aux plus hautes sphères du basket-ball universitaire américain, et est élu au Hall Of Fame de OSU en 1996.

## CarrièreNBA

### SuperSonics de Seattle (1990-fév. 2003)
Le 27 juin 1990, Payton est sélectionné en 2e position de la draft 1990 par les SuperSonics de Seattle pour qui il jouera pendant 12 ans et demi. Attendu comme une star, Payton connaît des difficultés durant ses deux premières saisons en tournant à 8,3 points de moyennes. Avec Shawn Kemp, il va former l'un des duos les plus spectaculaires et efficaces de la ligue (le Sonic Boom).
Le sommet de la carrière de Gary Payton et des Sonics des années 1990, est la saison 1995-1996. Seattle, finit la saison 1er à l'Ouest avec 64 victoires pour 18 défaites (le meilleur bilan de l'histoire de la franchise). Alors que de son côté, Payton est élu meilleur défenseur de l'année (il est l'un des deux seuls meneurs, avec Marcus Smart, à avoir reçu cette distinction) et emmène les SuperSonics en finale. Face aux Bulls de Chicago de Michael Jordan, Seattle ne fait pas le poids et perd la série 4 matchs à 2. Mais sur ces finales, et ce malgré la défaite, Payton impressionne par sa capacité à défendre sur Michael Jordan à partir du match 4, en « limitant » le joueur des Bulls à 23 points et 31,6 % aux tirs dans le 4e match, puis à 26 points dans le 5e et enfin à 22 avec 26 % de réussite dans le 6e et dernier match. Sur ces trois matchs, le 4e et le 5e seront les deux seules victoires de Seattle dans cette série. Après la défaite de 1996, Seattle ne retrouvera plus le chemin des finales avec Payton. En 1997, le départ de Kemp affaiblit encore plus l'équipe qui disparaît des concurrents au titre.

### Bucks de Milwaukee (fév-juin 2003)
Au milieu de la saison 2002-2003, il est impliqué dans un échange qui concerne cinq joueurs, et est envoyé à Milwaukee tandis que Ray Allen rejoint Seattle. Payton joue les 28 matches restants avec les Bucks.

### Lakers de Los Angeles (2003-2004)
En tant qu'agent libre à l'été 2003, il signe, tout comme Karl Malone, aux Lakers de Los Angeles en espérant enfin arriver au sommet aux côtés du Shaquille O'Neal et de Kobe Bryant. Selon son agent, Payton refuse une offre de 35 millions $ des Trail Blazers de Portland pour signer un petit contrat avec les Lakers. Les quatre joueurs forment l'une des meilleures équipes, sur le papier, jamais assemblée. On les surnomme les « 4 fantastiques ». Malgré les blessures de Karl Malone, Kobe Bryant et Shaquille O'Neal durant la saison régulière 2003-2004, les Lakers gagnent 56 matches et remportent la division Pacifique.
En playoffs, ils éliminent Houston, San Antonio et Minnesota mais s'inclinent 4-1 face aux Pistons de Detroit en NBA Finals. Cette défaite est considérée comme un immense échec.

### Celtics de Boston (2004-2005)
Avant la saison 2004-2005, les Lakers échangent Payton et Rick Fox contre Chris Mihm, Jumaine Jones et Chucky Atkins de Boston. Bien qu'il se plaigne énormément de ce transfert, il est bien le meneur titulaire des Celtics de Boston au début de l'exercice 2004-2005.
Le 24 février 2005, Payton est envoyé à Hawks d'Atlanta pour faire revenir l'ancien Celtic Antoine Walker à Boston. Les Hawks se débarrassent immédiatement de Payton après le transfert, et celui-ci revient à Boston une semaine après son départ, en tant que free agent. Payton commence les 77 matches qu'il joue cette saison-là et Boston remporte l'Atlantique Division, mais est éliminé dès les premiers tours des playoffs par les Pacers de l'Indiana.

### Heat de Miami (2005-2007)
Le 22 septembre 2005, il signe un contrat de 1,1 million $ avec le Heat de Miami, se retrouvant à nouveau avec Antoine Walker (arrivé à Miami sept semaines plus tôt), et avec Shaquille O'Neal, ancien Laker. Payton remporte enfin son premier titre NBA lors de sa 16e saison quand, le 20 juin 2006, son équipe bat les Mavericks de Dallas au terme du 6e match des Finales NBA 2006. Si sa contribution est moindre (2,7 points), Payton réussit, quand même, deux tirs cruciaux lors de cette série. Le tir de la victoire (au buzzer) du 3e match, et le tir qui donne l'avantage définitif (1 point) au Heat lors du 5e match.
Payton reste encore une année en NBA avant de prendre sa retraite à la fin de la saison 2006-2007.
En septembre 2013, il est intronisé au Basketball Hall of Fame.

### Style de jeu
Gary Payton est connu comme étant l'un des meilleurs meneurs défensifs de l'histoire. Il sera, notamment, élu meilleur défenseur de la NBA en 1996 (l’un des deux meneurs de l’histoire à avoir reçu la distinction avec Marcus Smart en 2022) et nommé 9 fois dans la 1re équipe défensive de l'année (record NBA, qu'il partage avec Michael Jordan, Kobe Bryant et Kevin Garnett). Il sera, aussi, meilleur intercepteur de la ligue en 1996 avec 2,9 interceptions par matchs et, en carrière, il se classe 4e de l'histoire pour le nombre total d'interceptions réussies (2445), et 21e pour le nombre moyen d'interceptions par matchs (1,8). Au niveau de l'attaque, Payton n'était pas un grand shooteur mais il utilisait beaucoup son physique pour aller marquer un panier dans la raquette.

## Carrière d'entraîneur
Payton est l'entraîneur de l'équipe universitaire de la Lincoln University (en), une petite université de NAIA basée à Oakland. En 2024, il devient entraîneur des Cougars du College of Alameda (en), une autre université de la baie de San Francisco.

## Trophées et distinctions

### Trophées en sélection
- Médaillé d'or aux Jeux olympiques de 1996 et de 2000.
- Champion du Tournoi des Amériques 1999 à San Juan.

### Distinctions statistiques
Gary Payton est un joueur qui ne fut pour ainsi dire jamais blessé. Il participa en saison régulière à 1 335 matches (sur 1 362 possibles) et fut titularisé à 1 233 reprises. Dans les tableaux reprenant les performances de tous les joueurs de l'histoire de la NBA en saison régulière, Gary Payton se classe :
- 9e au nombre de matchs joués.
- 7e au nombre de minutes passées sur le parquet avec (47 117).
- 7e au nombre de passes décisives avec (8 966).
- 3e au nombre d'interceptions avec (2 445).

Gary Payton a joué 154 matches de playoffs (sur 157 possibles), ce qui le place à la 27e position au classement du plus grand nombre de matches joués en playoffs.
Gary Payton détient une kyrielle de records de saison régulière internes à la franchise des SuperSonics de Seattle. Il détient les records de passes décisives (7 384), d'interceptions (2 107), de matches joués (999), de minutes jouées (36 858), de shoots marqués (7 292), de shoots tentés (15 562), de 3 points tentés (2 855) et de triple-double (14). Il se classe second au nombre de lancers francs tentés (3 726) et de 3 points marqués (917). Il est troisième au nombre de rebonds (4 240), de lancers francs marqués (2 706) et de rebonds défensifs (3 043).
Gary Payton a été intronisé au Basketball Hall of Fame en 2013, il a été présenté par John Stockton.

## Statistiques
gras = ses meilleures performances

### Universitaires
Statistiques en université de Gary Payton
| Saison    | Équipe       | Matchs | Titul. | Min./m | % Tir | % 3pts | % LF | Rbds/m. | Pass/m. | Int/m. | Ctr/m. | Pts/m. |
| --------- | ------------ | ------ | ------ | ------ | ----- | ------ | ---- | ------- | ------- | ------ | ------ | ------ |
| 1986-1987 | Oregon State | 30     | 30     | 37,2   | 45,9  | 37,1   | 67,1 | 4,0     | 7,6     | 1,9    | 0,7    | 12,5   |
| 1987-1988 | Oregon State | 31     | 31     | 38,0   | 48,9  | 39,7   | 69,9 | 3,3     | 7,4     | 2,3    | 0,4    | 14,5   |
| 1988-1989 | Oregon State | 30     | 30     | 38,0   | 47,5  | 38,5   | 67,7 | 4,1     | 8,1     | 3,0    | 0,6    | 20,1   |
| 1989-1990 | Oregon State | 29     | 29     | 37,8   | 50,4  | 33,3   | 69,0 | 4,7     | 8,1     | 3,4    | 0,5    | 25,7   |
| Carrière  | Carrière     | 120    | 120    | 37,7   | 48,5  | 36,9   | 68,4 | 4,0     | 7,8     | 2,7    | 0,5    | 18,1   |

### Professionnelles

#### Saison régulière
Légende :
| Champion NBA | Défenseur de l'année | Meilleur joueur de cette catégorie statistique de la saison |

gras = ses meilleures performances
Statistiques en saison régulière de Gary Payton
| Saison        | Équipe        | Matchs | Titul. | Min./m | % Tir | % 3pts | % LF  | Rbds/m. | Pass/m. | Int/m. | Ctr/m. | Pts/m. |
| ------------- | ------------- | ------ | ------ | ------ | ----- | ------ | ----- | ------- | ------- | ------ | ------ | ------ |
| 1990-1991     | Seattle       | 82     | 82     | 27,4   | 45,0  | 7,7    | 71,1  | 3,0     | 6,4     | 2,0    | 0,2    | 7,2    |
| 1991-1992     | Seattle       | 81     | 79     | 31,5   | 45,1  | 13,0   | 66,9  | 3,6     | 6,2     | 1,8    | 0,3    | 9,4    |
| 1992-1993     | Seattle       | 82     | 78     | 31,1   | 49,4  | 20,6   | 77,0  | 3,4     | 4,9     | 2,2    | 0,3    | 13,5   |
| 1993-1994     | Seattle       | 82     | 82     | 35,1   | 50,4  | 27,8   | 59,5  | 3,3     | 6,0     | 2,3    | 0,2    | 16,5   |
| 1994-1995     | Seattle       | 82     | 82     | 36,8   | 50,9  | 30,2   | 71,6  | 3,4     | 7,1     | 2,5    | 0,2    | 20,6   |
| 1995-1996     | Seattle       | 81     | 81     | 39,0   | 48,4  | 32,8   | 74,8  | 4,2     | 7,5     | 2,9    | 0,2    | 19,3   |
| 1996-1997     | Seattle       | 82     | 82     | 39,2   | 47,6  | 31,3   | 71,5  | 4,6     | 7,1     | 2,4    | 0,2    | 21,8   |
| 1997-1998     | Seattle       | 82     | 82     | 38,4   | 45,3  | 33,8   | 74,4  | 4,6     | 8,3     | 2,3    | 0,2    | 19,2   |
| 1998-1999*    | Seattle       | 50     | 50     | 40,2   | 43,4  | 29,5   | 72,1  | 4,9     | 8,7     | 2,2    | 0,2    | 21,7   |
| 1999-2000     | Seattle       | 82     | 82     | 41,8   | 44,8  | 34,0   | 73,5  | 6,5     | 8,9     | 1,9    | 0,2    | 24,2   |
| 2000-2001     | Seattle       | 79     | 79     | 41,1   | 45,6  | 37,5   | 76,6  | 4,6     | 8,1     | 1,6    | 0,3    | 23,1   |
| 2001-2002     | Seattle       | 82     | 82     | 40,3   | 46,7  | 31,4   | 79,7  | 4,8     | 9,0     | 1,6    | 0,3    | 22,1   |
| 2002-2003     | Seattle       | 52     | 52     | 40,8   | 44,8  | 29,8   | 69,2  | 4,8     | 8,8     | 1,8    | 0,2    | 20,8   |
| 2002-2003     | Milwaukee     | 28     | 28     | 38,8   | 46,6  | 29,4   | 74,6  | 3,1     | 7,4     | 1,4    | 0,3    | 19,6   |
| 2003-2004     | L.A. Lakers   | 82     | 82     | 34,5   | 47,1  | 33,3   | 71,4  | 4,2     | 5,5     | 1,2    | 0,2    | 14,6   |
| 2004-2005     | Boston        | 77     | 77     | 33,0   | 46,8  | 32,6   | 76,1  | 3,1     | 6,1     | 1,1    | 0,2    | 11,3   |
| 2005-2006     | Miami         | 81     | 25     | 28,5   | 42,0  | 28,7   | 79,4  | 2,9     | 3,2     | 0,9    | 0,1    | 7,7    |
| 2006-2007     | Miami         | 68     | 28     | 22,1   | 39,3  | 26,0   | 66,7  | 1,9     | 3,0     | 0,6    | 0,0    | 5,3    |
| Carrière      | Carrière      | 1335   | 1233   | 35,3   | 46,6  | 31,7   | 72,9  | 3,9     | 6,7     | 1,8    | 0,2    | 16,3   |
| All-Star Game | All-Star Game | 9      | 2      | 21,7   | 43,6  | 26,1   | 100,0 | 3,3     | 8,1     | 2,1    | 0,0    | 9,4    |

Note: La saison 1998-1999 a été réduite à 50 matchs en raison d'un lock-out.
Dernière modification le 26 mars 2022

#### Playoffs
Légende :
| Champion NBA | Meilleur joueur de cette catégorie statistique de la saison |

Statistiques en playoffs de Gary Payton
| Saison   | Équipe      | Matchs | Titul. | Min./m | % Tir | % 3pts | % LF  | Rbds/m. | Pass/m. | Int/m. | Ctr/m. | Pts/m. |
| -------- | ----------- | ------ | ------ | ------ | ----- | ------ | ----- | ------- | ------- | ------ | ------ | ------ |
| 1991     | Seattle     | 5      | 5      | 27,0   | 40,7  | 0,0    | 100,0 | 2,6     | 6,4     | 1,6    | 0,2    | 4,8    |
| 1992     | Seattle     | 8      | 8      | 27,6   | 46,6  | 0,0    | 58,3  | 2,6     | 4,8     | 1,0    | 0,3    | 7,6    |
| 1993     | Seattle     | 19     | 19     | 31,8   | 44,3  | 16,7   | 67,6  | 3,3     | 3,7     | 1,8    | 0,2    | 12,3   |
| 1994     | Seattle     | 5      | 5      | 36,2   | 49,3  | 33,3   | 42,1  | 3,4     | 5,6     | 1,6    | 0,4    | 15,8   |
| 1995     | Seattle     | 4      | 4      | 43,0   | 47,8  | 20,0   | 41,7  | 2,5     | 5,3     | 1,3    | 0,0    | 17,8   |
| 1996     | Seattle     | 21     | 21     | 43,4   | 48,5  | 41,0   | 63,3  | 5,1     | 6,8     | 1,8    | 0,3    | 20,7   |
| 1997     | Seattle     | 12     | 12     | 45,5   | 41,2  | 33,3   | 82,0  | 5,4     | 8,7     | 2,2    | 0,3    | 23,8   |
| 1998     | Seattle     | 10     | 10     | 42,8   | 47,5  | 38,0   | 94,0  | 3,4     | 7,0     | 1,8    | 0,1    | 24,0   |
| 2000     | Seattle     | 5      | 5      | 44,2   | 44,2  | 39,1   | 76,9  | 7,6     | 7,4     | 1,8    | 0,2    | 25,8   |
| 2002     | Seattle     | 5      | 5      | 41,4   | 42,5  | 26,7   | 58,6  | 8,6     | 5,8     | 0,6    | 0,4    | 22,2   |
| 2003     | Milwaukee   | 6      | 6      | 41,8   | 42,9  | 6,7    | 70,0  | 3,0     | 8,7     | 1,3    | 0,2    | 18,5   |
| 2004     | L.A. Lakers | 22     | 22     | 35,1   | 36,6  | 25,0   | 75,0  | 3,3     | 5,3     | 1,0    | 0,2    | 7,8    |
| 2005     | Boston      | 7      | 7      | 34,1   | 44,6  | 7,1    | 83,3  | 4,1     | 4,6     | 0,9    | 0,1    | 10,3   |
| 2006     | Miami       | 23     | 0      | 24,3   | 42,2  | 29,3   | 72,0  | 1,7     | 1,6     | 1,0    | 0,1    | 5,8    |
| 2007     | Miami       | 2      | 0      | 16,0   | 0,0   | 0,0    | —     | 2,0     | 1,5     | 0,0    | 0,0    | 0,0    |
| Carrière | Carrière    | 154    | 129    | 35,6   | 44,1  | 31,5   | 70,6  | 3,7     | 5,3     | 1,4    | 0,2    | 14,0   |

## Anecdote
Gary Payton fait une apparition (non créditée) dans le film Les blancs ne savent pas sauter en 1992.
On l’aperçoit également en tant que MC, à l’effigie de son joueur disponible dans NBA 2K, dans une pub en 1999 pour Sonic Adventure, un jeu sorti en 1998 sur la Dreamcast de SEGA.

## Pour approfondir